# Striduláció

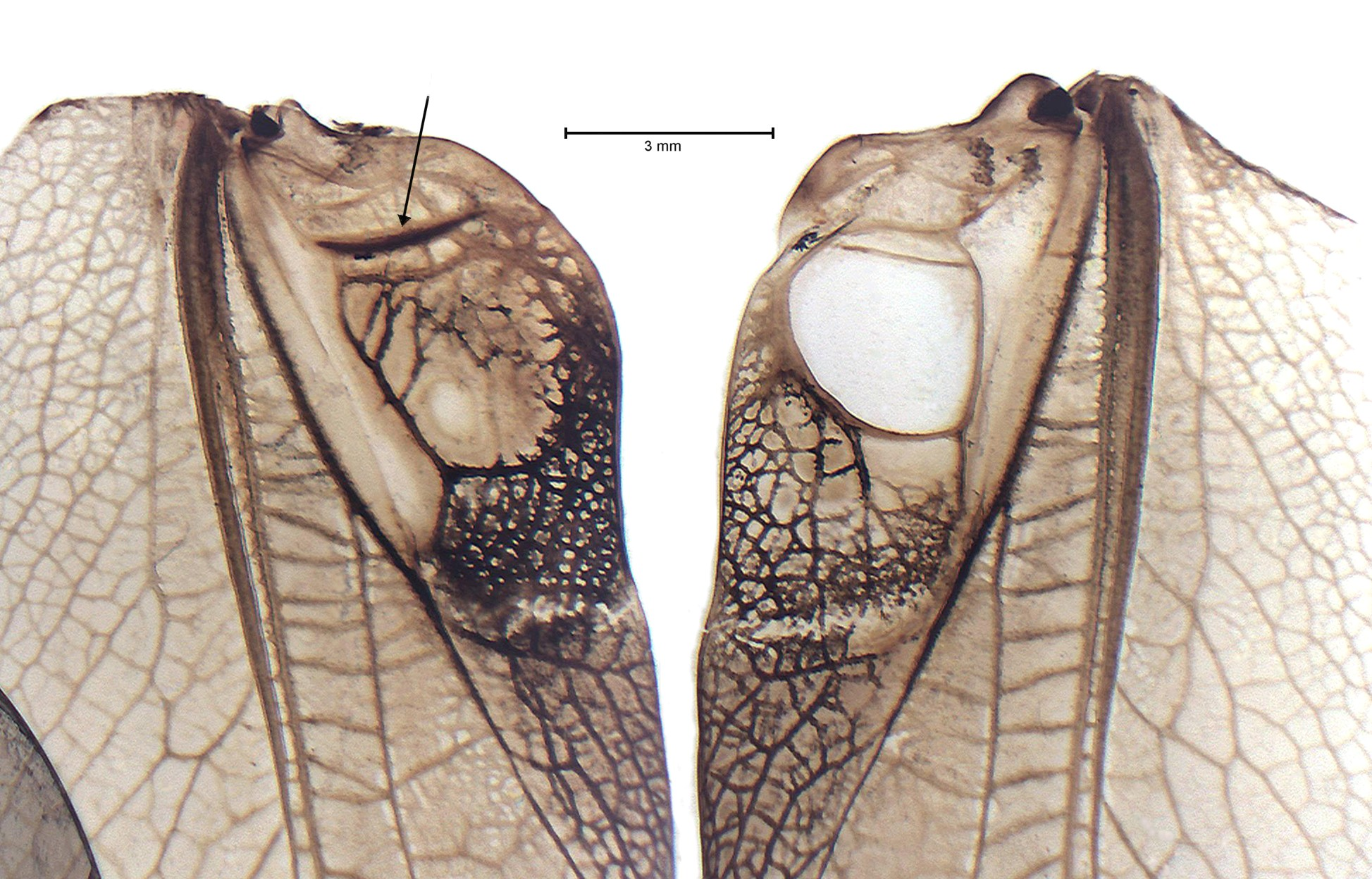
Éneklő lombszöcske (Tettigonia cantans) stridulációs szerve az elülső szárnypár belső oldalán

A striduláció a jeladás azon, akusztikus módja, amikor a közlő fél testrészeit összedörzsölve kelt hangot. A súrlódó hangot keltő testrészeket stridulációs szerveknek nevezzük.
Ilyen szervek (értelemszerűen a hangkeltés ilyen módjával) egymástól függetlenül számos állatcsoportban kialakultak:
1. Az ízeltlábúak (Arthropoda) törzsében:
- a rovarok közül:
  - a hangyáknál (Formicidae),
  - az egyenesszárnyúaknál (Orthoptera),
  - a bogaraknál (Coleoptera) és
  - a kabócáknál (Auchenorrhyncha); valamint
- a rákoknál (Crustacea) és
- a pókoknál (Arachnida).

2. Egyes gerinceseknél, például az úgynevezett morgóhalféléknél (Triglidae).

## A hangyák stridulációja
A hangyák akusztikus kommunikációja a kémiaihoz képest gyengén fejlett, és gyakran annak kiegészítése. Stridulációjuk fajonként, illetve alcsaládonként különböző. Több alcsaládban is kifejlődött, így:
- a barázdáshangya-formáknál,
- a buldoghangyaformáknál és
- kiváltképp a bütyköshangyaformáknál.

Utóbbiaknak külön, rájuk jellemző stridulációs szervük alakult ki:
- első potrohszelvényük hátoldalának elülső szegélyén redősorok futnak végig,
- második nyélbütyök hátulsó része pengetővé alakult.

A hangképzéshez a potrohukat kell emelgetni; ekkor a pengető a redőkhöz dörzsölődik. Az egyes dolgozóknak megvannak a maguk kedvelt hanghatásai, és repertoárjukon nem változtatnak.